# Dictionnaire orthographique, orthoépique et morphologique de la langue roumaine
Le Dictionnaire orthographique, orthoépique et morphologique de la langue roumaine (roumain : Dicționarul ortografic, ortoepic și morfologic al limbii române) abbrévié DOOM (DOOM1, DOOM2 et DOOM3 selon l’édition), est un dictionnaire normatif roumain publié par l’Institut linguistique Iorgu Iordan–Alexandru Rosetti de l’Académie roumaine. Sa première édition est publiée en 1982 avec 59 500 mots et sa deuxième édition en 2005 avec 62 000 mots. La troisième édition du dictionnaire est parue en 2021. DOOM3 contient plus de 64 500 mots. Il y a plus de 3 000 modifications aux entrées existantes, marquées d'un point d'exclamation (!), et plus de 3 600 nouveaux mots, marqués d'un plus (+).

## Éditions
- (ro) Dicționarul ortografic, ortoepic și morfologic al limbii române, Bucarest, Editura Academiei Republicii Socialiste România, 1982
- (ro) Académie roumaine et Institutul de Lingvistică „Iorgu Iordan - Al. Rosetti”, Dicționarul ortografic, ortoepic și morfologic al limbii române, Ediția a II-a revăzută și adăugită, Bucarest, Univers Enciclopedic, 2005 (ISBN 9736370879 et 9789736370878)
- (ro) Académie roumaine et Institutul de Lingvistică „Iorgu Iordan - Al. Rosetti”, Dicționarul ortografic, ortoepic și morfologic al limbii române, Ediția a III-a revăzută și adăugită, Bucarest, Univers Enciclopedic Gold, 2021